# Anton Franz Ressel
Anton Franz Ressel (27. března 1873 Dolní Řasnice – 3. ledna 1933 Fojtka) byl pedagog a publicista působící ve Frýdlantském výběžku na severu České republiky.

## Životopis
Narodil se do rolnické rodiny Antona Ressla a jeho manželky Marie, rozené Försterové, kteří obývali dům číslo popisné 89 v Dolní Řasnici. Protože však Antonův otec zemřel, prožil své dětství a dospívání v rodině Antona Ressla (1827–1886), dědečka z otcovy strany. Jeho výchova byla sice přísná, ale Anton se díky ní naučil svědomitosti, pracovitosti či důslednosti, které se projevily i v jeho spisovatelské tvorbě. Na doporučení místního učitele z Dolní Řasnice nechal dědeček Antona zapsat do měšťanské školy ve Frýdlantě. Zde vyučoval také Anton Schmitt, který mladého Antona zasvěcoval do práce historiků. Po dokončení frýdlantské školy pokračoval Ressel dál na učitelském ústavu v Trutnově. Roku 1892, když mu bylo 19 let, jej zdárně ukončil a nastoupil jako podučitel na vesnickou školu v Radčicích, ležících severně od Liberce. Zde se také oženil s Annou Keilovou (narozenou 4. ledna 1872) a z jejich manželství vzešly čtyři děti, a to dva synové a dvě dcery. Po sedmiletém působení v Radčicích byl roku 1899 přeložen do školy ve Fojtce, kde se roku 1906 – po odchodu dosavadního správce školy do důchodu – stal nejprve pověřeným řídicím učitelem a od 31. července 1907 též definitivním.
Patřil mezi zakladatele Spolku pro vlastivědu župy ještědsko-jizerské (v německém originále Verein für Heimatskunde des Jeschken-Isergaues). Při své práci také navštěvoval významné historiky (například Hermanna Hallwicha či Bedřicha Bernaua) a ti ho uznávali a obdivovali pro ztížené podmínky, v nichž tvořil své práce, kdy například s ohledem na pracovní povinnosti pobýval v malé vesničce Fojtce, odkud měl ztížený přístup k badatelským materiálům.
Dne 7. srpna 1920 zemřela Resslova manželka Anna. On sám se sice ještě jednou oženil, ale toto manželství se rozpadlo. V závěru života trpěl oční chorobou a těsně před jeho smrtí se přidala i těžká jaterní choroba. Zemřel ve Fojtce a pochován je v Mníšku. Jeho hrob ale byl roku 1981 zrušen. Po Resslovi je pojmenována hlavní ulice ve Fojtce.

## Dílo
Již za působení v Radčicích tvořil místopisné a vlastivědné studie o obcích v okolí, nicméně svá nejvýznamnější díla sepsal v době, kdy pobýval ve Fojtce. Vytvořené dílo je cenné svým rozsahem a i po letech, které od jeho vytvoření uplynuly, nepřišlo o svou odbornost a je stále považováno za zdroj bezpečných informací pro badatele zabývající se minulostí Liberecka či Frýdlantska.
V Radčicích Ressel sepsal vlastivědné studie věnující se:
- Radčicím (1895)
- Fojtce (1895)
- Kateřinkám (1896)
- Řasnici a Krásnému Lesu (1897)

Vytvořil zde též studií o metodice vlastivědného vyučování (1899).
Při fojteckém působení zpracovával dějiny a vlastivědu také dalších obcí Frýdlantska. Téměř každým rokem vydával práci věnující se jinému místu. Vedle toho vytvořil Vlastivědu okresu Liberec (v originále Heimatkunde des Reichenberger Bezirks) vydávanou mezi roky 1903 a 1905, dále roku 1902 Dějiny frýdlantského okresu (v originále Geschichte des Friedländer Bezirkes) a v letech 1914 a pak ještě 1929 Dějiny obce Raspenava, Luh a Lužec (v originále Geschichte der Gemeinden Raspenau, Mildenau und Mildeneichen).
Sepsal též Příspěvky k dějinám selského povstání v severních Čechách 1680 (v originále Beiträge zur Geschichte des Bauernaufstandes in Nordböhmen im Jahre 1680). V díle je patrná pečlivost, s níž Ressel studoval dostupné materiály, které si zajišťoval nejen v blízkém okolí, ale také například v Praze, Drážďanech nebo ve Vratislavi.